# Steeve Khawly
Steeve Khawly, né le 27 janvier 1967 à Port-au-Prince est un homme d'affaires et homme politique Haïtien, candidat en 2015 à la présidence de la république sous la bannière Bouclier.

## Biographie
Steeve Khawly , né à Port-au-Prince, le 27 janvier 1967, il est le premier de sa famille composant de  10 frères et sœurs. il est marié a l'âge de 32 ans, et père de quatre enfants. Il a fait ses études classiques à l’institution Saint-Louis de Gonzague et  au collège Roger Anglade. En 1986, il  a émigré aux États-Unis où il a entrepris  des études supérieures en génie industrielle à l'Université de Miami . Peu de temps après , il est retourné en Haiti pour travailler dans l'entreprise de son père tout en entreprenant de nouvelles initiatives entrepreneuriales. Après quatre ans, son père et lui  ont commencé à construire un terminal privé à la sortie sud de Port au Prince pour démarrer une entreprise de conditionnement de ciment où la multinationale Cemex s'est associée avec eux  jusqu'à l'heure actuelle[réf. nécessaire]. Le 6 décembre 2002 son père a été assassiné à portail Léogâne.[réf. souhaitée]

### Carrière politique
Steeve Khawly est candidat à l'élection présidentielle haïtienne de 2015 sous la bannière Bouclier. Il organise une caravane dans les départements de l’Artibonite, des Nippes et du Sud d'Haiti,.
Son programme s’articule autour de la réforme de l’État, du développement économique et social, de la promesse de créer 1 million d’emplois et du slogan « travail, travail, travail ».

## Sanctionnés par le Canada
Dans le but d’affaiblir tous ceux et celles qui soutiennent les gangs armés en Haïti, le gouvernement canadien  sanctionne des personnalités de l’élite politique et économique du pays,,. Ces sanctions visent notamment Steeve Khawly, dont les avoirs sont gelés et qui est interdit d’entrée au Canada,,, en raison de « violations flagrantes et systématiques des droits de la personne en Haïti et [pour s'être] livré à des actes qui menacent la paix, la sécurité et la stabilité de ce pays »,,.